# (14444) 1992 TG1
(14444) 1992 TG1 là một tiểu hành tinh vành đai chính. Nó được phát hiện bởi Atsushi Sugie ở Dynic Astronomical Observatory Nhật Bản, ngày 2 tháng 10 năm 1992.